# Robert Weimann
Robert Weimann (* 18. November 1928 in Magdeburg; † 9. August 2019 in Bernau bei Berlin) war ein deutscher Anglist sowie Literatur- und Theaterwissenschaftler. Bekannt wurde er vor allem als Erforscher der Epoche Shakespeares.

## Leben
Weimann studierte von 1947 bis 1951 Anglistik und Slawistik an der Martin-Luther-Universität Halle. Bis 1955 war er wissenschaftlicher Aspirant im postgradualen Studium und promovierte an der Humboldt-Universität zu Berlin. Ab 1959 war Weimann Oberassistent und kommissarischer Leiter der Anglistik-Amerikanistik an der Pädagogischen Hochschule Potsdam. Nach seiner Habilitation 1962 war er zwischen 1965 und 1968 Professor für englische Literaturgeschichte und allgemeine Literaturwissenschaft in Berlin. Danach wechselte er zur Akademie der Wissenschaften der DDR, wo er bis 1991 Bereichs- und später Forschungsgruppenleiter am Zentralinstitut für Literaturgeschichte war. Weimann erhielt seit 1974 zahlreiche Gastprofessuren in den USA. Von 1991 bis 1994 war er kommissarischer Direktor (seit 1993 mit Eberhard Lämmert) des Zentrums für Literaturforschung, Berlin und von 1992 bis 2001 Professor für Theaterwissenschaft an der University of California, Irvine. Zahlreiche Vorträge führten ihn an europäische Universitäten.

## Forschungsthemen und -richtungen
Die frühen Bücher und Schriften waren um eine historische und ästhetische Bestimmung des neuzeitlichen Theaters und des modernen Romans bemüht: eine Neudeutung ihrer soziologischen Voraussetzungen und der darin wesentlich begründeten Themen und Formen. Die Dissertation (1958) verwies bereits auf das soziale „mingle-mangle“ (John Lyly) einer Epoche des Übergangs und der Mobilität von Klassen, Individuen, Ideen im Zeitalter des Tudor-Absolutismus und gerade der Blütezeit des Elisabethanischen Theaters.
Das Volkstheater-Buch (1967) zielte auf die traditionelle, postrituelle Komponente plebejischer Provenienz im Miteinander von humanistischen, höfischen Renaissance-Elementen und einer oralen, performativen Kultur einer prädramatischen Performance-Praxis. Der in der Shakespeare-Kritik bislang völlig im Vordergrund stehende klassisch-rhetorische Impuls humanistischer Prägung wurde komplementiert und erweitert durch einen oral-performativen Fundus, der aus zum Teil noch heidnisch-rituellen Quellen schöpfte, aus mittelalterlichen Volksbräuchen, weltlich-ruralen Umzügen, Schwerttanz, Pflugspiel und anderen jahreszeitlichen Gepflogenheiten, Vermummungen und dergleichen. Daraus folgerten seinerzeit wenig beachtete Formen und Funktionen, insbesondere solche nicht-klassisch dramaturgischer Natur. Gerade diese Aspekte fanden unerwartete Resonanz im ost- und westdeutschen Gegenwartstheater, aus welchen Gründen das Buch einen wesentlichen Anstoß für die Gründung der Bremer shakespeare company gab und der Autor zur konsultativen Mitarbeit an Berliner Inszenierungen eingeladen wurde, etwa am Deutschen Theater und am Berliner Ensemble (Manfred Wekwerth) sowie an der Volksbühne (Benno Besson). Peter Stein und Dieter Sturm inszenierten “Shakespeare’s Memory” weitgehend auf obengenanntem Buch basierend.
Beginnend mit der Habilitationsschrift (New Criticism, 1962) wurde ein streitbar bestimmter Umkreis theoretisch-ästhetischer Grundfragen entworfen, der die offene Aufnahme, aber auch die entschiedene Kritik westeuropäisch-moderner Positionen der Formalästhetik mit dialektisch-historisch pointierten Alternativen verband. Während diese zunächst noch unter dem dominierenden Einfluss der antimodernistischen Identifikationsästhetik von Georg Lukács standen, erfolgte mit dem Mythologie-Buch (1971/77) eine erhebliche Erweiterung dieser Konzeption. Die gängigen Fixierungen der Widerspiegelungs-Ästhetik, mithin die noch zuweilen starre Konfrontation von Kunst und Wirklichkeit, wurde durch Idee und Praxis der Aneignung von Geist und Welt abgelöst. Im Zeichen dieser Konzeption wurde eine komparatistisch weit ausgreifende Neudeutung der Theorie und Geschichte prosaischer Formen in der Renaissance entworfen, ausführlich eingeleitet und herausgegeben. Schließlich gipfelt die der Mythologie gegenläufige Idee der Literaturgeschichte eine zunächst englischsprachig erkundete Dialektik von „past significance and present meaning“, ausgeführt in dem mehrfach aufgelegten Structure and Society in Literary History (1976/77; 84).
Mit einem Festvortrag zum Luther-Jahr 1982 wurde die Frage nach einer frühneuzeitlichen Medienkultur gestellt, in der sich Buchdruck und Flugschrift, Lesen, Hören und Schreiben in einem neuartigen Wechselverhältnis befanden. Im Bereich ihrer Rezeption und Wirkung wurde der Quellort einer neuartig wandlungsfähigen Wechselwirkung von Macht und Bewusstsein, Herrschaft und Repräsentation ermittelt. Mit kritischem Bezug auf Michel Foucaults Theorie des Verhältnisses von Diskurs und Macht wurden fortan auch die theatralisch-dramatischen und literarisch-prosaischen Formen mit Blick auf die Autorität und Autorisation ihrer Darstellungsweisen erforscht (Shakespeare und die Macht der Mimesis, 1988). In diesem Zusammenhang wurde schließlich ein Band zur sich wandelnden Erzählform und Struktur des amerikanischen Romans auf der Schwelle zur Moderne konzipiert, als Mitautor auch eingeleitet und herausgegeben (1989). Eine englischsprachige Untersuchung zur Prosa der Reformation und frühneuzeitlichen Fiktion publizierte der Autor dann 1996: Authority and Representation in Early Modern Discourse.
Hierzu gaben die europäischen Krisen und Umwälzungen 1989/90 wesentliche Anstöße, und zwar theoretischer wie auch kulturhistorischer Observanz. Diese wurden auch dahingehend neu akzentuiert, dass die Differenz, das Gegen- und Miteinander, von plebejischer Schaustellung und sozial gehobener, humanistischer Schriftkultur zu einer zeitgenössisch relevanten Sicht auf die beiden hauptsächlichen Medien des neuzeitlichen Theaters, Performanz und Text, Spiel und Sprache führte. Historisch-soziologisch und dann darstellerisch, auf Shakespeares Stücke bezogen, wurden diese Zusammenhänge englischsprachig in zwei Büchern 2000 und 2008 entwickelt und vorgestellt. Diese Brennpunkte wurden schließlich auch deswegen gewählt, weil auf deutschen Bühnen der Gegenwart gerade diese zwei Medien ein ehedem packendes Maß von Wechselseitigkeit verloren haben. Im Theater unserer Zeit stehen nun aber alternative Formen vor ungelösten künstlerischen Fragen, wie sie zuletzt in „Sprache und Spiel auf der Bühne“ (in: Poetica, 2010) zur Diskussion gestellt wurden.

## Mitgliedschaften und Ehrungen
- seit 1971 Mitglied des PEN-Zentrum Deutschland, der Akademie der Künste der DDR 1971, Vizepräsident 1979
- Träger des Nationalpreises der DDR II. Klasse für Wissenschaft und Technik sowie für Kunst und Literatur
- 1985–1993 Präsident der Deutschen Shakespeare-Gesellschaft.
- 1991 Neuwahl in die vereinigte Berlin-Brandenburgische Akademie der Künste
- 1996 Aufnahme in die New York Academy of Sciences, Mitglied im Exekutivkomitee der Internationalen Shakespeare-Assoziation 1985–1994; des Research Council im International Biographical Centre, Cambridge;
- seit 1985 Ehrenmitglied der Modern Language Association of America
- 2009 Ehrenpromotion an der Universität Potsdam

## Schriften

### Monographien
- Drama und Wirklichkeit in der Shakespearezeit. Ein Beitrag zur Entwicklungsgeschichte des elisabethanischen Theaters. Halle 1958 (erweiterte Dissertationsschrift).
- Daniel Defoe. Eine Einführung in das Romanwerk. Halle 1962.
- “New Criticism” und die Entwicklung bürgerlicher Literaturwissenschaft. Geschichte und Kritik neuer Interpretationsmethoden. Halle 1962 (Habilitationsschrift). Übersetzung ins Russische (Moskau 1965); Ungarische (Budapest 1965); Tschechische (Prag 1974); 2. erw. Aufl. München 1974.
- Shakespeare und die Tradition des Volkstheaters. Soziologie, Dramaturgie, Gestaltung. Berlin 1967. Übersetzung ins Englische (Baltimore/London 1978; Paperback ed. 1984); ins Japanische (Tokio 1986); Italienische (Bologna 1989).
- Phantasie und Nachahmung. 3 Studien zum Verhältnis von Dichtung, Utopie und Mythos. Halle 1970.
- Literaturgeschichte und Mythologie. Methodologische und historische Studien. Berlin/Weimar 1971; Übersetzung ins Russische (Moskau 1975); 2. erw. Aufl. Frankfurt am Main 1977.
- Structure and Society in Literary History. Studies in the History and Theory of  Historical Criticism. Charlottesville 1976, London 1977. Expanded ed., Baltimore 1984.
- Literatura: Produkcjo i Recepcja. Studia z metodologii historii literatury. [Sammlung von ins Polnische übersetzten Aufsätzen des Autors,  auch zur Rezeptionsästhetik] Warschau 1978.
- Kunstensemble und Öffentlichkeit. Aneignung, Selbstverständigung, Auseinandersetzung. Leipzig/Halle 1982.
- Shakespeare und die Macht der Mimesis. Autorität und Repräsentation im elisabethanischen Theater. Berlin/Weimar 1988.
- Authority and Representation in Early Modern Discourse. Baltimore 1996.
- Zwischen Performanz und Repräsentation: Shakespeare und die Macht des Theaters. Aufsätze von  1959–1995. Hg. von Christian W. Thomsen und K. Ludwig Pfeiffer. Heidelberg 2000.
- Author’s Pen and Actor’s Voice. Playing and Writing in Shakespeare’s Theatre. Cambridge UP 2000.
- Prologues to Shakespeare’s Theatre. Performance and Liminality in Early Modern Drama. London 2004 (mit Douglas Bruster).
- Shakespeare and the Power of Performance. Stage and Page in the Elizabethan Theatre. Cambridge UP 2008 (mit Douglas Bruster).

### Herausgegebene Werke
- Dramen der Shakespearezeit. Hg. und Einleitung. Leipzig 1964.
- Tradition in der Literaturgeschichte. Beiträge zur Kritik des bürgerlichen Traditionsbegriffs bei Croce, Ortega, Eliot, Leavis, Barthes u. a. Hg., Einleitung und Beitrag. Berlin 1972.
- Renaissanceliteratur und frühbürgerliche Revolution. Studien zu den sozial- und ideologiegeschichtlichen Grundlagen europäischer Nationalliteraturen. Hg. und Beitrag. Mit Werner Lenk und Joachim-Jürgen Slomka. Berlin/Weimar 1976.
- Realismus in der Renaissance. Aneignung der Welt in der erzählenden Prosa. Hg., Einleitung und Beiträge. Berlin/Weimar 1977.
- Der nordamerikanische Roman. Repräsentation und Autorisation in der Moderne. Hg., Einleitung und Beiträge. Berlin/Weimar 1989.
- Postmoderne - globale Differenz. Mit Hans Ulrich Gumbrecht. Hg. und Einleitung.  Frankfurt am Main 1991.
- Ränder der Moderne. Repräsentation und Alterität im (post)kolonialen Diskurs. Hg., Einleitung und Beitrag. Frankfurt am Main 1997.

Über 40 Essays und Artikel zu literaturwissenschaftlichen, kulturtheoretischen und historischen Fragen. Übersetzungen in 18 Sprachen.

## Sekundärliteratur

### Biographie
- “Bibliographie der Schriften Robert Weimanns” (bis 1987). In: Zeitschrift für Anglistik und Amerikanistik, 36 (1988), S. 295–305.
- Berlin - ein Ort zum Schreiben. 347 Autoren von A–Z. Hgg. von Karin Kiwus im Auftrag der AdK. Berlin 1996, S. 524–527.
- Who’s Who in the World. 14th Edition Marquis 1997 ff. S. 1555.
- Bibliographisches Institut & F. A. Brockhaus multimedial premium 2005.
- PEN-Zentrum Deutschland. Autorenlexikon. Darmstadt 2009/2010, S. 493–494.
- Akademie der Künste. Verzeichnis der Mitglieder und deren Werke.
- Bernd-Rainer Barth: Weimann, Robert. In: Wer war wer in der DDR? 5. Ausgabe. Band 2. Ch. Links, Berlin 2010, ISBN 978-3-86153-561-4.

### Würdigung, Kritik, Interview
- Manfred Wojcik, “Zur Interpretation des ‘Robinson Crusoe’”, Zeitschrift für Anglistik und Amerikanistik, 27 (1979), S. 5–34; Erwiderung ebd., S. 258–261.
- Hans-Gert Roloff, “Glanz und Elend der Theorie - Fragen an das Renaissance-Forschungsteam von Robert Weimann”, lendemains Heft 16 (Nov. 1979), S. 63–80; Erwiderung ebd., Heft 20 (Nov. 1980), S. 135–147.
- Colin B. Grant, “Öffentlichkeit - Diskurs - Kommunikation.” Ein Interview mit Robert Weimann. In: Weimarer Beiträge, 37 (1991), S. 1153–1162.
- “Shakespeare: Then and Now.” Interview of Seiko Aoyama with Robert Weimann. In: The Rising Generation 87 (Tokio, 1992), Heft 10, S. 2–6.
- Utz Riese, “Poststrukturalismus/Postmoderne und das Nahen der Wende in der DDR.” In: Wie international ist die Literaturwissenschaft? Hgg. Von Lutz Danneberg und Friedrich Vollhart (Stuttgart, 1996), S. 425–439.
- Redefining Shakespeare. Literary Theory and Theater Practice in the German Democratic Republic. Hgg. von J. Lawrence Guntner. Newark 1998, S. 41–50.
- John Drakakis, “Discourse and Authority. The Renaissance of  Robert Weimann”. In: Shakespeare Studies, 26 (1998), S. 83–104.
- K. Ludwig Pfeiffer, “Zur Situierung eines historisch-theoretischen Diskurses”, S. 5–9 und Wolfgang Wicht, “Shakespeare in der DDR: Affirmation und Subversion”, S. 10–13, als Einführung zu: Robert Weimann, Zwischen Performanz und Repräsentation. Aufsätze. Hgg. von Christian W. Thomsen und K. Ludwig Pfeiffer. Heidelberg 2000.
- Modernisierung ohne Moderne. Das Zentralinstitut für Literaturgeschichte an der Akademie der Wissenschaften der DDR (1969–1991). Literaturforschung im Experiment. Hgg. von Petra Boden und Dorothea Böck. Heidelberg 2004 (S. 92–132 Interview mit Robert Weimann).
- Robert Weimann’s Life Work: Localizing Shakespeare. Panel Discussion. British Shakespeare Association Conference (London 2009), Sept.6.
- Shakespearean International Yearbook, 10 (2010). With Special Section entitled, The Achievement of Robert Weimann (S. 3–204).
- Maik Hamburger: Der weite Weg zur den Bermuden. Erinnerung an Robert Weimann. In: Sinn und Form 1/2020, S. 121–123. (Überarbeitete Fassung einer Trauerrede auf Robert Weimann vom 6. September 2019 in der Kirche von Basdorf bei Wandlitz/Brandenburg)